# NGC 1833
NGC 1833 је расејано звездано јато у сазвежђу Трпеза које се налази на NGC листи објеката дубоког неба.
Деклинација објекта је - 70° 43' 54" а ректасцензија 5h 4m 21,8s. Привидна величина (магнитуда) објекта NGC 1833 износи 11,3. NGC 1833 је још познат и под ознакама ESO 56-SC55.